# Fufeng
Der Kreis Fufeng (chinesisch 扶风县, Pinyin Fúfēng Xiàn) gehört zum Verwaltungsgebiet der bezirksfreien Stadt Baoji im Westen der chinesischen Provinz Shaanxi. Die Fläche beträgt 703,8 Quadratkilometer und die Einwohnerzahl 313.231 (Stand: Zensus 2020). 1999 zählte Fufeng 447.704 Einwohner.
Zu seinen Sehenswürdigkeiten gehört das Famen-Kloster (法门寺, Famen Si) in der Großgemeinde Famen. Es steht zusammen mit der ebenfalls im Kreisgebiet gelegenen Zhouyuan-Stätte (周原遗址, Zhōuyuán yízhǐ), dem Stadtgott-Tempel von Fufeng (扶风城隍庙, Fúfēng chénghuángmiào), der Yang-Xun-Gedenktafel (杨珣碑, Yáng Xún bēi), den Ruinen von Yijiabao (益家堡遗址, Yìjiābǎo yízhǐ), und der Stätte des alten Staates Tai (古邰国遗址, Gǔ tái guó yízhǐ) auf der Liste der Denkmäler der Volksrepublik China.

## Administrative Gliederung
Auf Gemeindeebene setzt sich der Kreis aus neun Großgemeinden und zwei Gemeinden zusammen. 